# 가무리키역
가무리키역(일본어: 冠着駅)은 일본 나가노현 히가시치쿠마군 지쿠호쿠촌에 있는, 동일본 여객철도의 철도역이다. 시노노이 선이 지나간다.

## 역 구조
상대식 2면 2선 구조의 지상역이다. 양쪽 승강장은 과선교로 이어져 있다. 아카시나역이 관리하는 간이위탁역이다.

### 승강장
| 1 | ■ 시노노이 선 | 시노노이 · 나가노 방면   |
| 2 | ■ 시노노이 선 | 마쓰모토 · 시오지리 방면 |

## 역사
- 1937년 1월 31일 - 일본국유철도 시노노이 선의 오바스테 역과 오미 역(지금의 히지리코겐 역) 사이에 가무리키 신호장으로 개업했다.
- 1945년 4월 1일 - 보통역이 되었다.
- 1987년 4월 1일 - 민영화에 따라 동일본 여객철도의 소속이 되었다.

## 인접역
| 동일본 여객철도 시노노이 선 | 동일본 여객철도 시노노이 선 | 동일본 여객철도 시노노이 선     |
| --------------------------- | --------------------------- | ------------------------------- |
| 히지리코겐 시오지리 방면    | ■ 일부 쾌속·보통            | 오바스테 시노노이 · 나가노 방면 |